# Grande Prémio do Júri (Festival de Berlim)

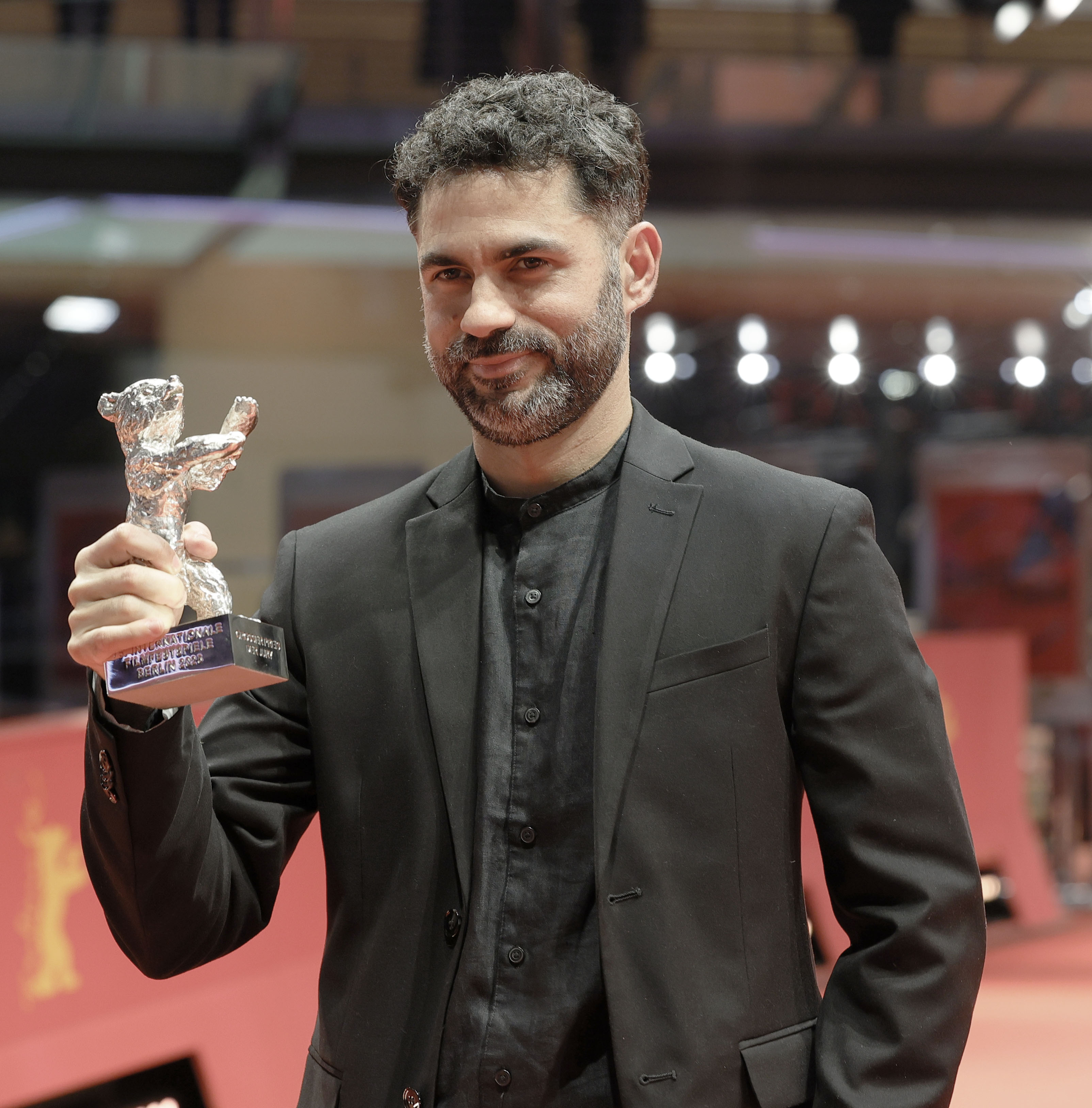
Gabriel Mascaro, atual vencedor do prêmio, no Festival Internacional de Cinema de Berlim de 2025.

Urso de Prata Grande Prémio do Júri (português europeu) ou Urso de Prata Grande Prêmio do Júri (português brasileiro) (em alemão:  Großer Preis der Jury) é o prêmio concedido anualmente ao segundo melhor filme de longa-metragem em competição no Festival de Berlim, de acordo com a avaliação de um júri composto de personalidades do meio cinematográfico de diversas nacionalidades. Ao vencedor é entregue a estatueta de um Urso de Prata. Entre 1951 e 1957 já eram entregues estatuetas de Ursos de Prata ao segundo melhor filme do Festival de Berlim, mas ainda não havia a denominação Grand Prix do Júri. A partir de 1957, o prêmio recebeu seu primeiro nome, Prêmio de Destaque (Sonderpreis). Entre 1961 e 1972, o prêmio era intitulado Prêmio de Destaque do Júri (Spezialpreis der Jury); entre 1973 e 1999, Prêmio Especial do Júri (Spezialpreis der Jury). O título Grand Prix do Júri (Großer Preis der Jury) foi usado pela primeira vez em 2000.

## Vencedores
A nação mais premiada foi a França (dez vezes), seguida de Itália (nove vezes), Alemanha e Estados Unidos (seis vezes cada), Hungria (cinco vezes) e China (quatro vezes). Quatro filmes em língua portuguesa já receberam a honraria: os brasileiros Os Fuzis (1964), Brasil Ano 2000 (1969), A Queda (1978) e O Último Azul (2025). Até hoje, o único diretor condecorado com duas estatuetas do Grande Prémio do Júri foi o cineasta moçambicano naturalizado brasileiro Ruy Guerra (em 1964 e 1978).
| Ano  | Título original                                 | Título no Brasil                                 | Título em Portugal               | Diretor/Realizador                     | País                      |
| 1951 | Il Cammino della Speranza                       | O Caminho da Esperança                           | O Caminho da Esperança           | Pietro Germi                           | Itália                    |
| 1951 | Leva på Hoppet                                  |                                                  |                                  | Göran Gentele                          | Suécia                    |
| 1951 | The Tales of Hoffmann                           | Contos de Hoffmann                               | Os Contos de Hoffmann            | Michael Powell Emeric Pressburger      | Reino Unido               |
| 1952 | Fanfan la Tulipe                                | Fanfan la Tulipe                                 | As Aventuras de Fanfan la Tulipe | Christian-Jaque                        | França                    |
| 1953 | Magia verde                                     | Magia verde                                      | Magia verde                      | Gian Gaspare Napolitano                | Itália                    |
| 1954 | Pane, amore e fantasia                          | Pão, Amor e Fantasia                             | Pão, Amor e Fantasia             | Luigi Comencini                        | Itália                    |
| 1955 | Marcelino, pan y vino                           | Marcelino Pão e Vinho                            | Marcelino, Pão e Vinho           | Ladislao Vajda                         | Hungria                   |
| 1956 | Richard III                                     | Richard III                                      | Ricardo III                      | Laurence Olivier                       | Reino Unido               |
| 1957 | Amenecer en puerta oscura                       |                                                  | Suprema Justiça                  | José María Forqué                      | Espanha                   |
| 1958 | Do Aankhen Barah Haath                          |                                                  |                                  | V. Shantaram                           | Índia                     |
| 1959 | O prêmio não foi entregue                       | O prêmio não foi entregue                        | O prêmio não foi entregue        | O prêmio não foi entregue              | O prêmio não foi entregue |
| 1960 | Les jeux de l’amour ("melhor filme de comédia") | Os Olhos do Amor                                 | Os Olhos do Amor                 | Philippe de Broca                      | França                    |
| 1961 | Une femme est une femme                         | Uma Mulher é uma Mulher                          | Uma Mulher é uma Mulher          | Jean-Luc Godard                        | França                    |
| 1961 | Mabu                                            |                                                  |                                  | Dae Jin-Kang                           | Coreia do Sul             |
| 1962 | Isaengmyeong dahadorok                          |                                                  |                                  | Shin Sang-ok                           | Coreia do Sul             |
| 1963 | The Caretaker                                   |                                                  | O Encarregado                    | Clive Donner                           | Reino Unido               |
| 1964 | Os Fuzis                                        | Os Fuzis                                         | Os Fuzis                         | Ruy Guerra                             | Brasil                    |
| 1965 | Le Bonheur                                      | As Duas Faces da Felicidade                      | A Felicidade                     | Agnès Varda                            | França                    |
| 1965 | Repulsion                                       | Repulsa ao Sexo                                  | Repulsa                          | Roman Polanski                         | Polónia                   |
| 1966 | Schonzeit für Füchse                            |                                                  |                                  | Peter Schamoni                         | Alemanha Ocidental        |
| 1967 | Alle Jahre Wieder                               |                                                  |                                  | Ulrich Schamoni                        | Alemanha Ocidental        |
| 1967 | La Collectionneuse                              | A Colecionadora                                  | A Coleccionadora                 | Éric Rohmer                            | França                    |
| 1968 | Nevinost Bez Zastite                            |                                                  | Inocência Desprotegida           | Dušan Makavejev                        | Iugoslávia                |
| 1968 | Lebenszeichen                                   | Sinais de Vida                                   | Sinais de Vida                   | Werner Herzog                          | Alemanha Ocidental        |
| 1968 | Come l'Amore                                    |                                                  |                                  | Enzo Muzii                             | Itália                    |
| 1969 | Brasil Ano 2000                                 | Brasil ano 2000                                  | Brasil ano 2000                  | Walter Lima Jr.                        | Brasil                    |
| 1969 | Greetings                                       | Quem Anda Cantando Nossas Mulheres               |                                  | Brian De Palma                         | Estados Unidos            |
| 1969 | Ich bin ein Elefant, Madame                     |                                                  |                                  | Peter Zadek                            | Alemanha Ocidental        |
| 1969 | Made in Sweden                                  |                                                  |                                  | Johan Bergenstrahle                    | Suécia                    |
| 1969 | Un tranquillo posto di campagna                 | Um Lugar Tranquilo no Campo                      | Um tranquilo lugar na província  | Elio Petri                             | Itália                    |
| 1971 | Il Decameron                                    | Decameron                                        | Decameron                        | Pier Paolo Pasolini                    | Itália                    |
| 1972 | The Hospital                                    | Hospital                                         | O Hospital                       | Arthur Hiller                          | Estados Unidos            |
| 1973 | Il n'y a pas de fumée sans feu                  |                                                  | Chantagem                        | André Cayatte                          | França                    |
| 1974 | L'horloger de Saint-Paul                        | O Relojoeiro                                     | O Relojoeiro                     | Bertrand Tavernier                     | França                    |
| 1975 | Dupont Lajoie                                   |                                                  | Férias Violentas                 | Yves Boisset                           | França                    |
| 1975 | Overlord                                        |                                                  |                                  | Stuart Cooper                          | Reino Unido               |
| 1976 | Canoa                                           |                                                  |                                  | Felipe Cazals                          | México                    |
| 1977 | Le Diable Probablement                          | O Diabo, Provavelmente                           |                                  | Robert Bresson                         | França                    |
| 1978 | A Queda                                         | A Queda                                          | A Queda                          | Ruy Guerra Nelson Xavier               | Brasil                    |
| 1979 | Iskanderija... Lih?                             |                                                  |                                  | Youssef Chahine                        | Egito                     |
| 1980 | Chiedo Asilo                                    |                                                  | O Amigo das Crianças             | Marco Ferreri                          | Itália                    |
| 1981 | Akaler Sandhane                                 |                                                  |                                  | Mrinal Sen                             | Índia                     |
| 1982 | Dreszcze                                        |                                                  |                                  | Wojciech Marczewski                    | Polónia                   |
| 1983 | Hakkâri'de Bir Mevsim                           |                                                  |                                  | Erden Kıral                            | Turquia                   |
| 1984 | No Habrá más Penas ni Olvido                    |                                                  |                                  | Héctor Olivera                         | Argentina                 |
| 1985 | Szirmok, Virágok, Koszorúk                      |                                                  |                                  | László Lugossy                         | Hungria                   |
| 1986 | La Messa è Finita                               | A Missa Acabou                                   | A Missa Acabou                   | Nanni Moretti                          | Itália                    |
| 1987 | Umi To Dokuyaku                                 |                                                  |                                  | Kei Kumai                              | Japão                     |
| 1988 | Kommissar                                       |                                                  |                                  | Alexander Askoldow                     | União Soviética           |
| 1989 | Wan zhong                                       |                                                  |                                  | Wu Ziniu                               | China                     |
| 1990 | Astenicheskiy sindrom                           | Síndrome Astênica                                |                                  | Kira Muratova                          | União Soviética           |
| 1991 | La Condanna                                     |                                                  | A Condenação                     | Marco Bellocchio                       | Itália                    |
| 1991 | Satana                                          |                                                  |                                  | Viktor Aristow                         | União Soviética           |
| 1992 | Édes Emma, Drága Böbe - Vázlatok, Aktok         |                                                  | Queridas Amigas                  | István Szabó                           | Hungria                   |
| 1993 | Arizona Dream                                   | Arizona Dream: Um Sonho Americano                | Arizona                          | Emir Kusturica                         | Iugoslávia                |
| 1994 | Fresa y chocolate                               | Morango e Chocolate                              | Morango e Chocolate              | Tomás Gutiérrez Alea Juan Carlos Tabío | Cuba                      |
| 1995 | Smoke                                           | Cortina de Fumaça                                | Smoke - Fumo                     | Wayne Wang                             | Estados Unidos            |
| 1996 | Lust och Fägring Stor                           | Todas As Coisas São Belas                        |                                  | Bo Widerberg                           | Suécia                    |
| 1997 | He liu                                          | O Rio                                            | O Rio                            | Tsai Ming-liang                        | Taiwan                    |
| 1998 | Wag the Dog                                     | Mera Coincidência                                | Manobras na Casa Branca          | Barry Levinson                         | Estados Unidos            |
| 1999 | Mifunes sidste sang                             | Mifune                                           | Mifune                           | Søren Kragh-Jacobsen                   | Dinamarca                 |
| 2000 | Wo de fu qin mu qin                             | O Caminho para Casa                              | O Caminho para Casa              | Zhang Yimou                            | China                     |
| 2001 | Shiqi sui de dan che                            | Bicicletas de Pequim                             | Bicicletas de Pequim             | Wang Xiaoshuai                         | China                     |
| 2002 | Halbe Treppe                                    | Entre Casais                                     | A Meio Caminho                   | Andreas Dresen                         | Alemanha                  |
| 2003 | Adaptation                                      | Adaptação                                        | Inadaptado                       | Spike Jonze                            | Estados Unidos            |
| 2004 | El Abrazo Partido                               | O Abraço Partido                                 |                                  | Daniel Burman                          | Argentina                 |
| 2005 | Kong que                                        |                                                  |                                  | Gu Changwei                            | China                     |
| 2006 | Offside                                         | Fora do Jogo                                     | Offside - Fora-de-Jogo           | Jafar Panahi                           | Irão                      |
| 2006 | En Soap                                         | Além do Desejo                                   | Sexualidades                     | Pernille Fischer Christensen           | Dinamarca                 |
| 2007 | El Otro                                         |                                                  |                                  | Ariel Rotter                           | Argentina                 |
| 2008 | Standard Operating Procedure                    | Procedimento Operacional Padrão                  | Operação Padrão                  | Errol Morris                           | Estados Unidos            |
| 2009 | Alle Anderen                                    | Todos os Outros                                  | Todos os Outros                  | Maren Ade                              | Alemanha                  |
| 2009 | Gigante                                         | Gigante                                          | Gigante                          | Adrián Biniez                          | Uruguai                   |
| 2010 | Eu când vreau să fluier, fluier                 | Se Eu Quiser Assobiar, Eu Assobio                |                                  | FLorin Șerban                          | Roménia                   |
| 2011 | A Torinói Ló                                    | O Cavalo de Turin                                | O Cavalo de Turim                | Béla Tarr                              | Hungria                   |
| 2012 | Csak a szél                                     | Apenas o Vento                                   | Apenas o Vento                   | Benedek Fliegauf                       | Hungria                   |
| 2013 | Epizoda u zivotu beraca zeljeza                 | Um Episódio na Vida de Um Catador de Ferro-Velho |                                  | Danis Tanović                          | Bósnia e Herzegovina      |
| 2014 | The Grand Budapest Hotel                        | O Grande Hotel Budapeste                         | Grand Budapest Hotel             | Wes Anderson                           | Estados Unidos            |
| 2015 | El Club                                         | O Clube                                          | O Clube                          | Pablo Larraín                          | Chile                     |
| 2016 | Smrt u Sarajevu                                 |                                                  |                                  | Danis Tanović                          | Bósnia e Herzegovina      |
| 2017 | Félicité                                        |                                                  |                                  | Alain Gomis                            | França                    |
| 2018 | Twarz                                           |                                                  |                                  | Małgorzata Szumowska                   | Polónia                   |
| 2019 | Grâce à Dieu                                    | Graças a Deus                                    | Graças a Deus                    | François Ozon                          | França                    |
| 2020 | Never Rarely Sometimes Always                   | Nunca, Raramente, Às Vezes, Sempre               |                                  | Eliza Hittman                          | Estados Unidos            |
| 2021 | Wheel of Fortune and Fantasy                    |                                                  |                                  | Ryusuke Hamaguchi                      | Japão                     |
| 2022 | The Novelist's Film                             |                                                  |                                  | Hong Sang-soo                          | Coreia do Sul             |
| 2023 | Roter Himmel                                    |                                                  |                                  | Christian Petzold                      | Alemanha                  |
| 2024 | A Traveler's Needs                              |                                                  |                                  | Hong Sang-soo                          | Coreia do Sul             |
| 2025 | O Último Azul                                   | O Último Azul                                    | O Último Azul                    | Gabriel Mascaro                        | Brasil                    |